# سلین سیاما
سلین سیاما (فرانسوی: Céline Sciamma‎؛ ‏ فرانسوی: [selin sjama]؛ زادهٔ ۱۲ نوامبر ۱۹۷۸) کارگردان فیلم و فیلم‌نامه‌نویس اهل فرانسه است. وی از سال ۲۰۰۴ میلادی تاکنون مشغول فعالیت بوده‌است.
از فیلم‌هایی که وی در آن نقش داشته‌است، می‌توان به پرتره بانویی در آتش، نیلوفرهای آبی، دختربچگی، تام‌بوی، بازگشتگان، مردمان پرنده و زندگی من به عنوان یک کدو و مامان کوچولو اشاره کرد.